# Manjak (Vladičin Han)
Pour les articles homonymes, voir Manjak.
Manjak (en serbe cyrillique : Мањак) est un village de Serbie situé dans la municipalité de Vladičin Han, district de Pčinja. Au recensement de 2011, il comptait 366 habitants.

## Démographie
| 1948 | 1953 | 1961 | 1971  | 1981 | 1991 | 2002 | 2011 |
| ---- | ---- | ---- | ----- | ---- | ---- | ---- | ---- |
| 871  | 902  | 963  | 1 016 | 970  | 864  | 641  | 366  |

|  |